# Apollo (cratera)
Apollo é uma enorme cratera de impacto localizada no hemisfério sul, no lado oposto da Lua. Essa formação supera a grande cratera Oppenheimer, localizada ao lado da borda ocidental. A cratera Barringer fica do outro lado da parede norte. A sudeste está a cratera Anders, e Kleymenov fica a leste da orla.  Antes da nomeação formal em 1970 pelo LAAC, a cratera era conhecida como Bacia XVI.

## Galeria

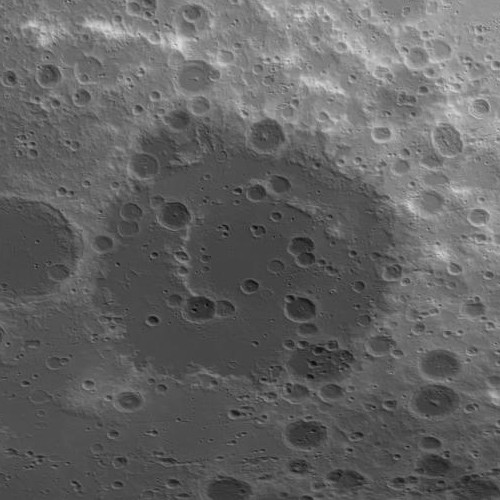
Mapa topográfico
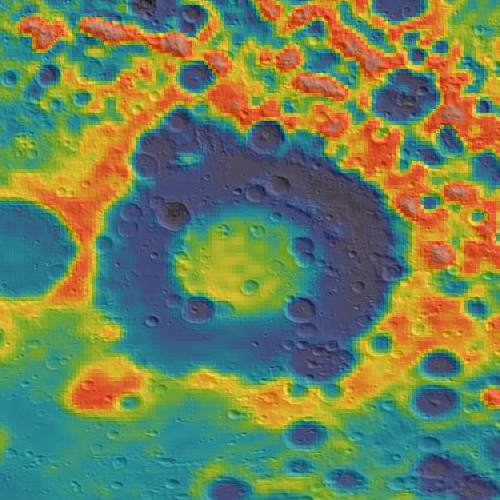
Mapa de gravidade baseado em GRAIL